# 285
285是284與286之間的自然數。
网络用语：
285是网络250的另类说法

## 在數學中
- 合數，正因數有1、3、5、15、19、57、95和285。
質因數分解為{\displaystyle 3\times 5\times 19}。
- 虧數，真因數和為195，虧度為90。
- 不尋常數，大於平方根的質因數為19。
- 無平方數因數的數。
- 第30個楔形數。前一個為282、下一個為286。
- 第82個十进制的哈沙德數。前一個為280、下一個為288。
- 十进制的奢侈數。
- 無平方數因數的數
- 幸運數

## 在人類文化中
- 熨斗大廈建築高度285呎，為使用鋼骨結構建築的始祖之一
- 國立屏東科技大學面積約285公頃
- 《台灣霹靂火》是一部台灣電視劇，共285集
- 京都塔在連結下三層樓板與上兩層樓板的塔身中，藏有共285階的樓梯
- 是美國85號州際公路的補助線

## 在科學中
- 庚烷的自燃溫度為285°C
- 丙烯酸的熔點為285K
- 香草精的沸點為285°C

## 在天文中
- NGC 285 是鯨魚座的一個星系
- 獅子座 I是在獅子座的一個矮橢球星系，紅位移285 ± 2 公里／秒

## 在其他領域中
- 西元285年和前285年
- 小寒時太陽位於黃經285°
- 花蓮溪的平均坡度為1:285
- 2012年香港特別行政區行政長官選舉唐英年的得票